# Královský jobagión
Královští jobagióni (jiné názvy: dvornícki jobagióni, královští dvořané, králi poddaní, královští lénnici; lat. iobagiones regis = "jobagióni krále") byli v 12. a začátkem 13. století (spolu se župany) nejvyšší šlechtická vrstva v Uhersku, tedy uherští velmoži. 